# Harman Kardon

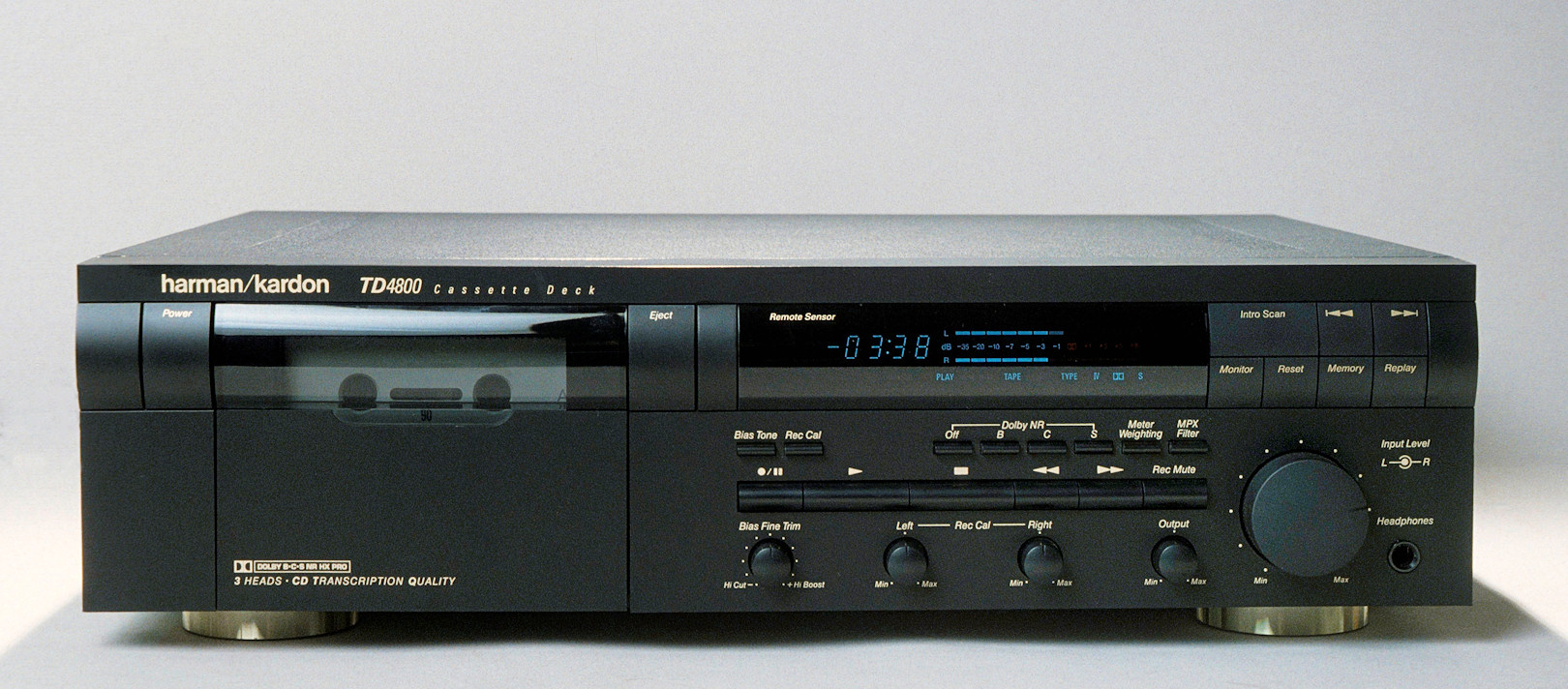
Pletina de casete Harman Kardon TD4800

Harman/Kardon es una división de Harman International Industries y fabrica equipos de audio para el hogar y el automóvil entre otras aplicaciones. 
Fundada en 1953 en Stamford (Connecticut) por el Dr. Sidney Harman y Bernard Kardon — dos hombres con un profundo interés en la música y las artes — la compañía ayudó a crear la industria de audio de alta fidelidad. Su primer producto fue un sintonizador de FM. Un año después de su fundación, Harman/Kardon introdujo el primer receptor verdadero de alta fidelidad, el Festival D1000. Esta unidad monoaural no fue solo dirigida a los consumidores no-técnicos sino que también incorporó muchas características, hoy familiares, tales como un sintonizador, unidad de control componente y amplificador en un solo chasis.
En 1958, Harman/Kardon introdujo el primer receptor estéreo del mundo, el Festival TA230, otra vez dirigido a los usuarios no-técnicos en un intento para hacer la alta fidelidad ampliamente disponible. El sonido estéreo se logró al usar un canal de la banda AM, y un canal de la banda FM. El primer Receptor Estéreo Multiplex verdadero fue vendido por HH Scott en 1961 con la introducción del sintonizador Model 350.

## Citation XX
En los tardíos 70's, el amplificador de potencia Harman Kardon Citation XX fue llamado "el amplificador de potencia con mejor sonido del mundo" por los editores de The Audio Critic, una revista publicada en los Estados Unidos. El amplificador fue diseñado por Dr. Matti Otala quien descubrió la distorsión transiente intermodulación (transient intermodulation distortion) (TIM) en 1970 y trabajó para mitigar sus efectos en los años siguientes. El Citation XX fue un proyecto "a cualquier costo" con la simple meta de las mejores mediciones posibles de la señal de salida, y el mejor sonido percibido.

## SoundSticks
Los Subwoofer y SoundSticks Harman/Kardon iSub 2000 fueron originalmente introducidos en la Apple Worldwide Developers Conference (WWDC) de julio de 2000. Harman/Kardon se asoció con Apple para diseñar y manufacturar los Subwoofer y SoundSticks Harman/Kardon iSub 2000.
Apple tomó la ingeniería mecánica y de diseño industrial con la meta de tener la apariencia del producto como parte de la familia de productos Apple. Este producto ganó un premio de oro en los Industrial Design Excellence Awards y fue presentado en la portada de I.D. magazine. Los SoundSticks II fueron una mejora menor, con la adición de botones de control de volumen capacitivos y una entrada mini-jack de 3.5mm reemplazando la entrada USB previa.

## Audio de automóviles
Harman/Kardon es proveedor de equipos de audio para una gran variedad de fabricantes de vehículos incluyendo a BMW, Peugeot, Land Rover, Chrysler, Dodge, Jeep, Mercedes-Benz, Volvo, MINI, RAM, Saab, Harley-Davidson, kia y Subaru. También se distribuye bajo la marca Mark Levinson para Lexus.